# Radames Pera
Radames Pera, född 14 september 1960 i New York, är en före detta skådespelare.
Pera är känd för sin medverkan i TV-serien Kung Fu, där han spelade Kwai Chang Caine som ung. I Lilla huset på prärien spelade han rollen som John Sanderson Edwards.

## Filmografi i urval
- 1969 – The Red Skelton Show (TV-serie)
- 1970 – The Bill Cosby Show (TV-serie)
- 1971 – Cannon (TV-serie)
- 1972 – Familjen Walton (TV-serie)
- 1972–1973 – Lassie (TV-serie)
- 1972–1975 – Kung Fu (TV-serie)
- 1973 – Hawaii Five-O (TV-serie)
- 1975–1977 – Lilla huset på prärien (TV-serie)
- 1984 – Röd gryning